# Ugo Amendola
Ugo Amendola (Venezia, 28 agosto 1917 – 20 febbraio 1995) è stato un compositore italiano.

## Biografia
La musica entrò ben presto a far parte della sua vita; infatti egli stesso ha detto: "Ho cominciato ad amare la musica fin dall'infanzia, imitando sulla tastiera quanto mio padre, musicista, mi faceva sentire."
Entrato dodicenne al Conservatorio Benedetto Marcello, ha evidenziato subito doti pianistiche e in particolare nella composizione, diplomandosi infatti in Pianoforte, Composizione, Musica corale e direzione di coro e in Direzione d'orchestra con il massimo di voti.
Sempre al Conservatorio, nel 1951 ha iniziato l'attività didattica, prima nella cattedra di Teoria e solfeggio e in seguito anche in quelle di Armonia, Contrappunto e fuga e Composizione; nello stesso istituto ha poi esercitato la funzione di Direttore dal 1973 al 1985.
Contemporaneamente per tutto questo periodo, a partire dal diploma, ha svolto una notevole attività concertistica come solista e in duo con vari solisti in Italia. Per la sua riconosciuta competenza nel mondo musicale, è stato molto spesso invitato a presiedere e a far parte di Giurie in numerosi concorsi nazionali.
Il maestro Ugo Amendola non disdegnò di avvicinarsi al genere musicale folkloristico-popolare, componendo la musica di alcune poesie dialettali veneziane del paroliere poeta Emilio De Sanzuane: Nostalgia d'amore e Do' cuori e 'na gondola, pubblicate nelle raccolte "Venezia Canta" dalle edizioni musicali Edera.
Nel 1992 ricevette il PREMIO ALTINO, nell'ambito delle iniziative del Progetto Arcobaleno - "scuola, famiglia e territorio". Ultima esibizione pianistica del maestro. "Concerto per pianoforte e orchestra d'archi. Al pianoforte l'autore Ugo Amendola con l'orchestra Sinfonietta Veneta diretta da Liudmil Descev Direttore d'orchestra al Teatro Nazionale dell'opera di Sofia".
La morte lo ha colto il 20 febbraio 1995; ha lasciato incompiute opere come l'ottava sonata, un balletto, una sonata per viola e pianoforte, nonché alcune opere didattiche.

## Opere
Tra le sue numerose composizioni, si ricordano: Sette sonate per pianoforte , vincitrici di premi nazionali, il Quartetto d'archi, vincitore del 1º Premio al concorso nazionale di Milano, il Concerto per pianoforte e orchestra (prima menzione speciale al concorso Prince Pierre de Monaco), la Sinfonia per orchestra d'archi, la Fantasia per violoncello e pianoforte. Tra le ultime sue opere, si ricorda il Doppio concerto per oboe e fagotto, eseguito in prima assoluta al Teatro La Fenice di Venezia il 21 maggio 1994.

## Canzone
- Nostalgia d'amore Testo di Emilio De Sanzuane
- Do' cuori e 'na gondola Testo di Emilio De Sanzuane